# Momotus subrufescens
Momotus subrufescens  (лат.) — вид птиц из семейства момотовых, представитель рода момотов. К данному виду принадлежат 4 подвида.

## Этимология
Видовое название — subrufescens переводится с латинского как «снизу более красный». Это слово состоит из двух частей: sub — под, снизу и rufescens — краснее, более красный.
Названия некоторых подвидов даны в честь зоологов: olivares — в честь Оливареса, osgoodi — в честь Осгуда.
Название подвида argenticinctus переводится с латыни как «серебряно-полосатый». Слово образовано из двух частей: argentum — серебро и cinctus — полосчатый, полосатый.
conexus в переводе с латыни означает присоединённый, связанный, а spatha образовано от греческого слова spathe — лопаточка, ложка..

## Описание

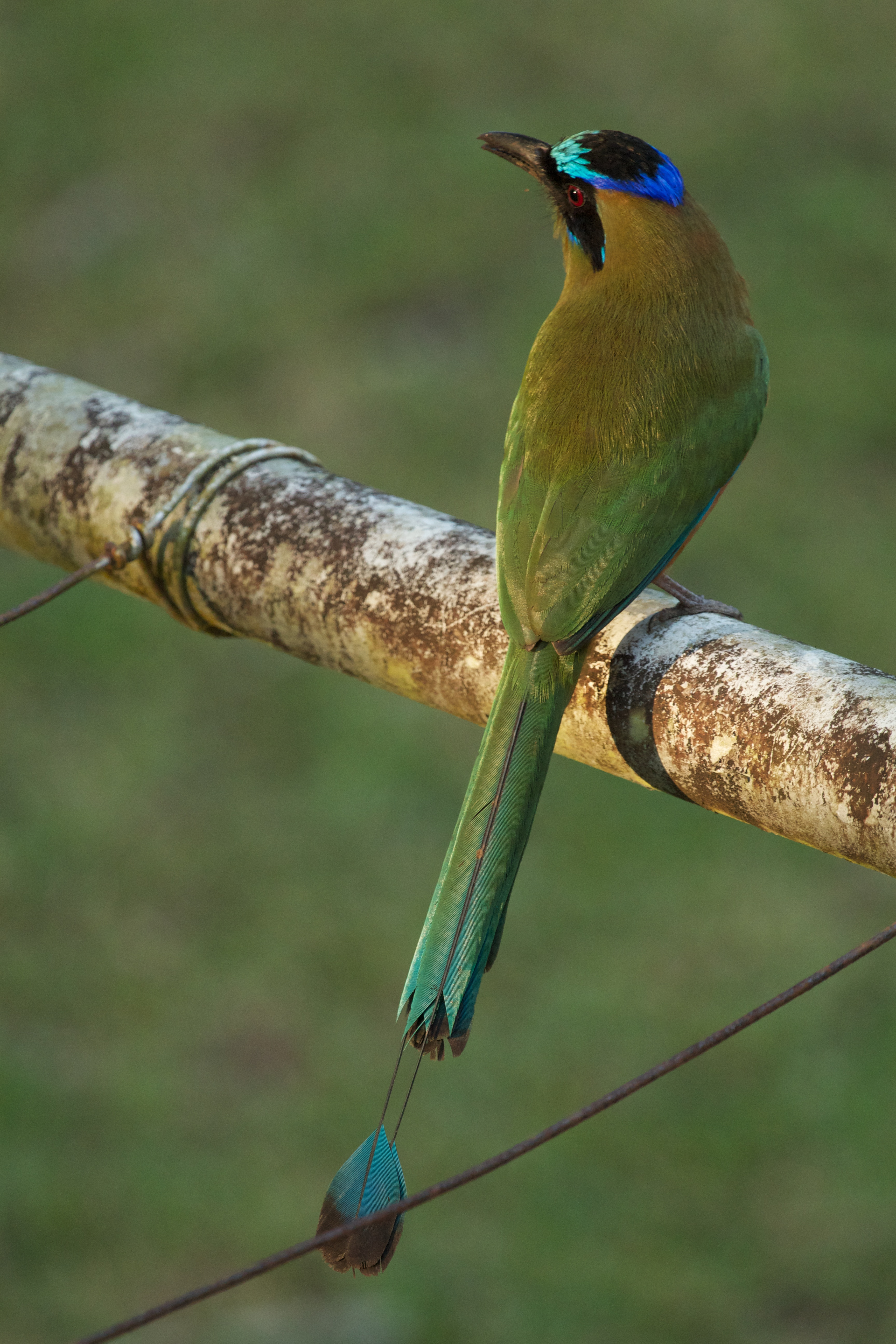
Вид со спины

### Внешний вид
Длина тела птицы около 38—43 см. Momotus subrufescens схож с остальными видами рода, но имеет ряд характерных отличий. Голубое кольцо на голове спереди более широкое и может иметь вкрапления глиняного цвета. Сзади кольцо более узкое и чистого синего цвета. Чёрную маску снизу окантовывает голубая с синим полоска, а сбоку — чисто-голубая. Шея (как спереди так и сзади) и горло окрашены в болотно-зелёный цвет одного тона, который переходит в более оранжевый оттенок на брющке и в более чистый зелёный на спине. Хвост зелёный сверху и плавно переходит в синий; «ракетки» на хвосте сверху синие, снизу чёрные на одну треть.

### Голос
Звуки, которые издаёт Momotus subrufescens, не повторяются дважды, как у Momotus lessoni и у синешапочного момота.

## Распространение
Обитает на территории Центральной и Южной Америки — на Панамском перешейке, на полуострове Гуахира, в Колумбии, Венесуэле, Перу и Эквадоре.

## Питание
Как и все момоты питается насекомыми и другими членистоногими, ящерицами и мелкими млекопитающими.

## Классификация
Международный союз орнитологов выделяет 4 подвида:
- M. s. argenticinctus Sharpe, 1892
- M. s. osgoodi Cory, 1913
- M. s. spatha Wetmore , 1946
- M. s. subrufescens Sclater, 1853 (включает M. s. conexus (Thayer and Bangs, 1906) и M. s. olivaresi (Hernández and Romero, 1978))